# Kostel svatého Prokopa (Letovice)
Kostel svatého Prokopa v Letovicích je gotická jednolodní stavba z poslední čtvrtiny 14. století, koncem 17. století barokně upravená. Kostel je jednou z dominant města. Je farním kostelem farnosti Letovice.

## Historie
Kostel v Letovicích stál pravděpodobně již ve 13. století, zmiňován je roku 1353. Nedochovaly se však po něm žádné stopy. Současný kostel svatého Prokopa byl vystavěn pravděpodobně v poslední čtvrtině 14. století, v gotickém slohu. Má podobu jednolodní stavby s dlouhým kněžištěm, zakončeným pětibokým uzávěrem, mariánskou kaplí na jižní straně lodi a sakristií na severní straně. Zcela dokončeno bylo pouze kněžiště, kaple a sakristie. Klenba lodi zůstala nerealizována, nahradil ji plochý trámový strop. Během držení Letovic ostřihomským arcibiskupem Jiřím Pohroncem-Slepčianským proběhla v letech 1668–1685 barokní přestavba kostela. Při ní byla snesena klenba kněžiště a strop lodi, oba prostory dostaly jednotnou valenou klenbu. Došlo také k zazdění gotických oken a nahrazení za nová, s půlkruhovým záklenkem. V interiéru lodi přibyla hudební kruchta, západní průčelí získalo barokní štít a vstupní předsíň. Roku 1840 se zazdila spodní část oken. V roce 1847 kostel doplnila novogotická věž, v místech původní nízké gotické věžice. Tím došlo ke zrušení jižního vstupu do lodi, který nahradil nový portál na severní straně. V rámci úprav fasády roku 1934 došlo k obnažení špalet původních gotických oken.
Ke kostelu vede směrem z města krytá chodba – „fortna“, která byla v roce 1920 opravena. Ke kostelu patří také fara ze 14. století.
Vnitřní zařízení i výzdoba kostela je převážně barokní. Jsou zde však také barevná mozaiková okna od malíře Karla Svolinského, křížová cesta od pana Vaňka z Brna, kropenka z roku 1642 a 7 oltářů – nejzajímavější je z historického hlediska oltář sv. Jana Nepomuckého, o němž je zmínka již v roce 1658. Dále kamenná sedilia (pevné sedadlo u oltáře), obrazy a sochy. V roce 1932 vymaloval vnitřek kostela Jan Daněk obrazy všech českých světců. Kostelní varhany byly roku 1858 opraveny, natřeny a pozlaceny. V chrámové kryptě se nacházejí náhrobky pánů z Hardeka, z Lomnice, z Vojenic a vladyků z okolí.

## Zvony
Původně byly kostelní zvony umístěny v malé věžičce před hlavním vchodem do kostela. Ta měla základy o půdorysu 8x8 m se zdmi širokými 2 m. Na tomto zděném základě byla umístěna dřevěná věž ukončená jehlanovou věžičkou. V roce 1847 byla přistavěna nynější věž a v roce 1859 se do ní zavěsily zvony.
1. Největší a nejstarší je zvon Prokop, který pochází ještě z doby pánů z Boskovic. Byl ulit roku 1528, má průměr 158 cm, hmotnost 2 800 kg a je laděn v d. Na reliéfu je ukřižování Krista, pod křížem stojí P. Maria a sv. Jan se znaky pánů z Letovic a z Boskovic. Pod reliéfem je nápis: “Svolení se stalo vší obce městečka Letovic, aby žádný kněz nebral od toho zvonu jeho. Stává ten zvon, aby každému bylo zvoněno: chudému i bohatému.” Dále je na zvonu vlys s latinským nápisem: “HOC opus factum est ad gloria Dei et in honorem Asaumpcionis Mariae et sancti Procopii patroni.” (Toto dílo je zhotoveno k slávě Boží a k poctě nanebevzetí P. Marie a svatého ochránce Prokopa.)
2. Zvon Jan Kapistrán byl ulit roku 1597. Měl na sobě znak Letovic, hmotnost 1062 kg a průměr 124 cm. Za první světové války byl zabaven pro válečné účely.
3. Zvon Jan Nepomucký měl hmotnost 404 kg a průměr 80cm. Za první světové války byl zabaven pro válečné účely.
4. Na malé kostelní věžičce byl zvon Sanctusník o hmotnosti 54 kg. Za druhé světové války byl v roce 1942 zabaven pro válečné účely.
5. Zvon sv. Anna z roku 1729, průměru 23 cm a hmotnosti 20 kg sloužil do roku 1995 jako umíráček, kdy byl nahrazen novým zvonem o hmotnosti 60 kg, jenž byl laděn v A2.
6. Zvon Maria byl ulit roku 1926, měl hmotnost 1 100 kg, průměr 126 cm a byl laděn v f´. Za druhé světové války byl v roce 1942 zabaven pro válečné účely.
7. Zvon Jan Nepomuk byl ulit roku 1926, měl hmotnost 803 kg, průměr 108 cm a byl laděn v g´. Za druhé světové války byl v roce 1942 zabaven pro válečné účely.
8. Zvon Maria byl opět ulit roku 1956, měl hmotnost 1 676 kg, průměr 132 cm a byl laděn v f´.
9. Namísto zabaveného zvonu Jan Nepomuk, byl v roce 1956 ulit zvon Josef o hmotnosti 1196 kg, průměru 118 cm a tónině g´.

### Pověst
V Bohuňově stával kostel, který se zřítil při povodni, když se protrhly tamní rybníky. Kostelní zvon se v troskách nepodařilo najít. Jednoho dne jej vyhrabal kohout a svině a našla jej kolemjdoucí dívka na louce u Letovic – až tam ho odnesla voda. Zvon byl zavěšen do kostela sv. Prokopa a při zvonění oznamoval své nalezení: „Kohout mě vyhrabal, svině mě vyryla, panna mě našla!“

## Galerie

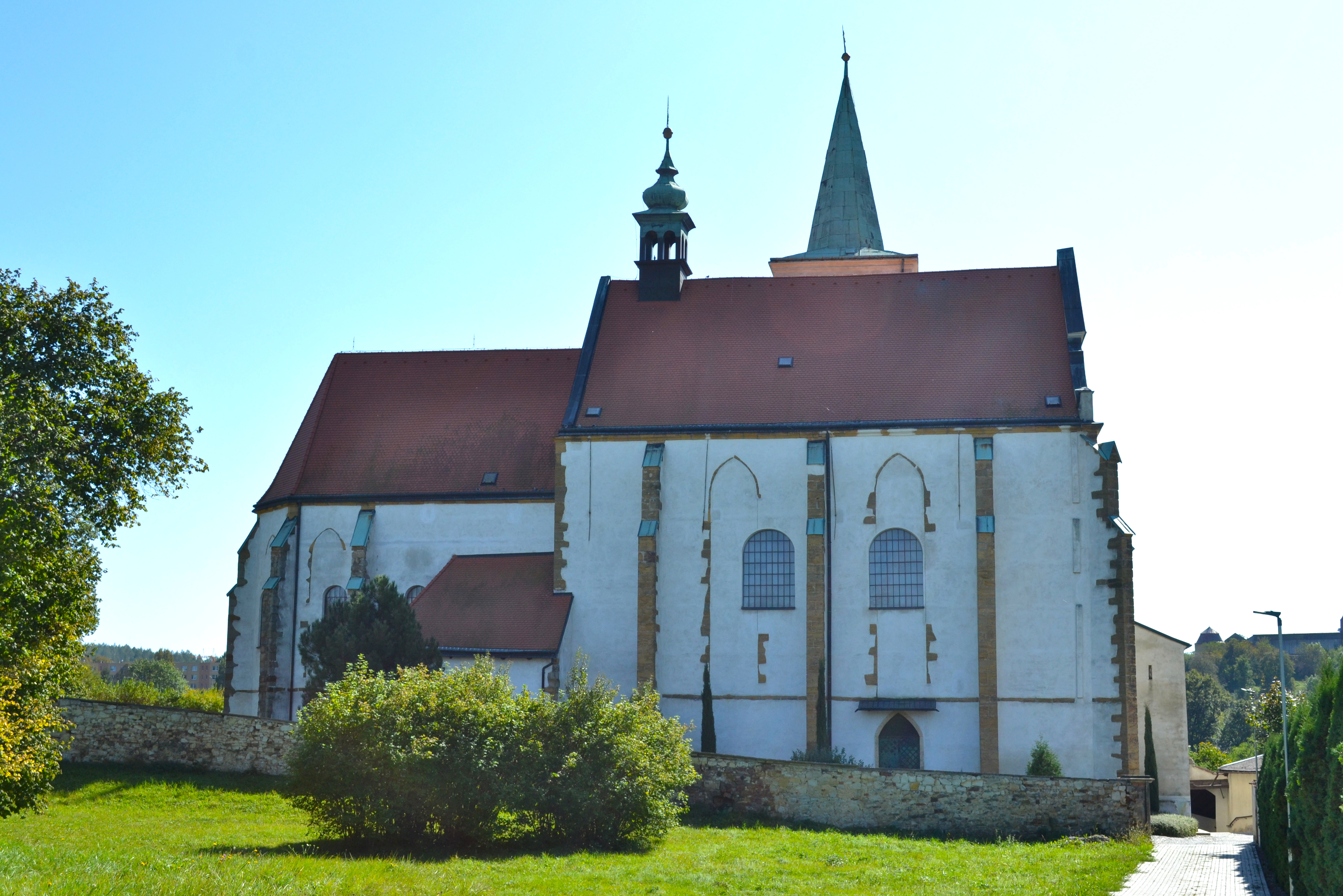
pohled od severu
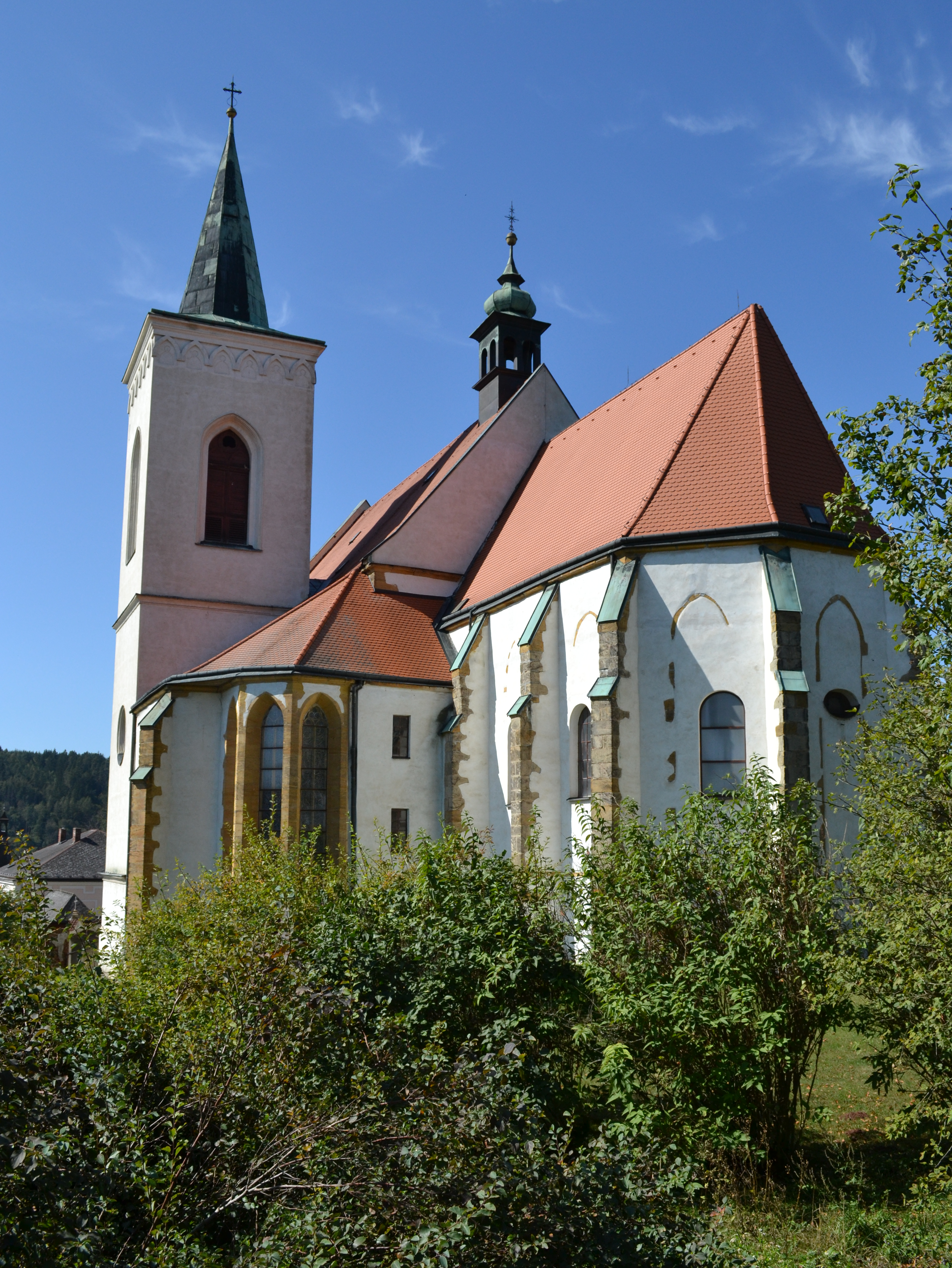
pohled od východu
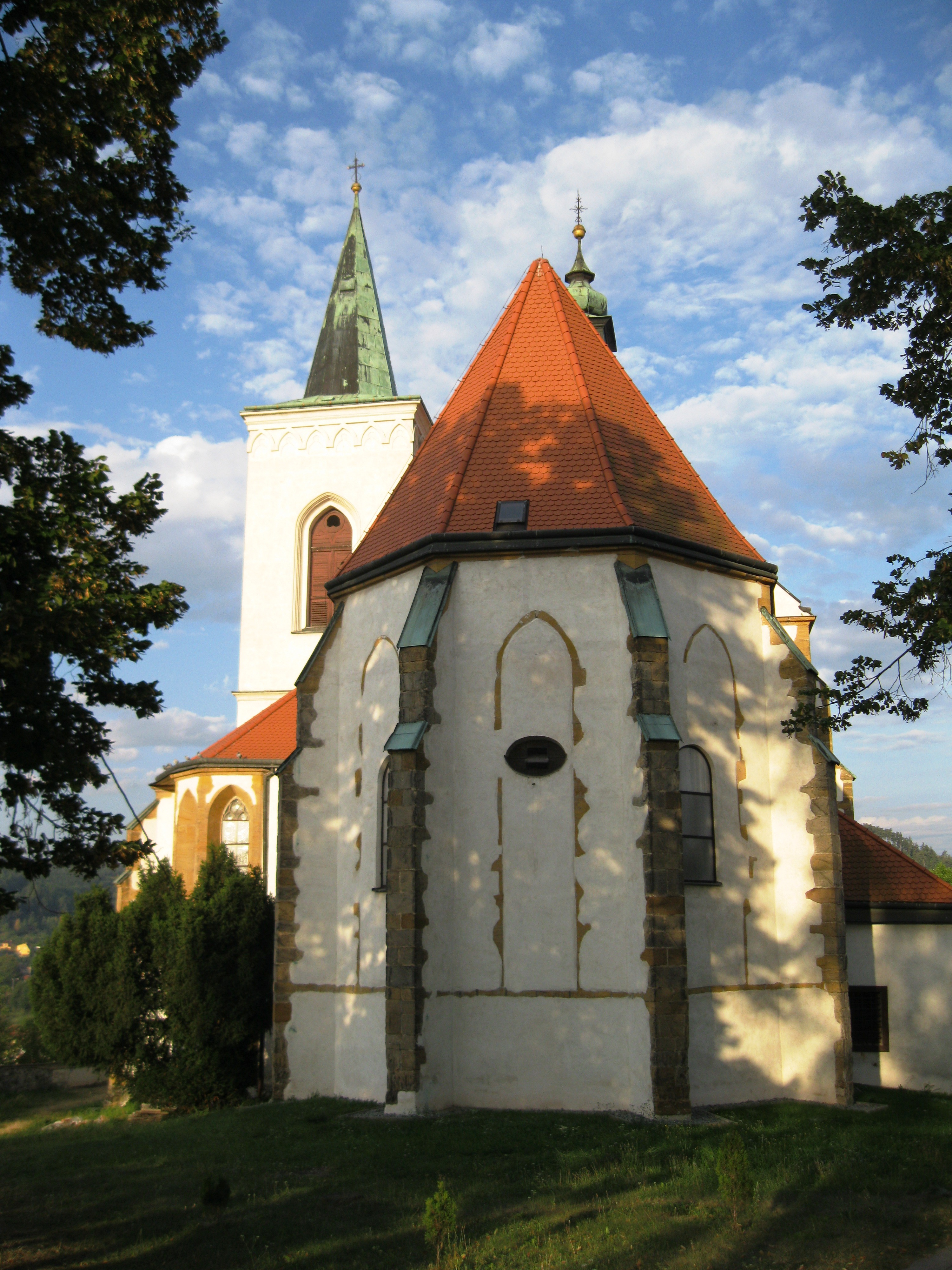
závěr kněžiště
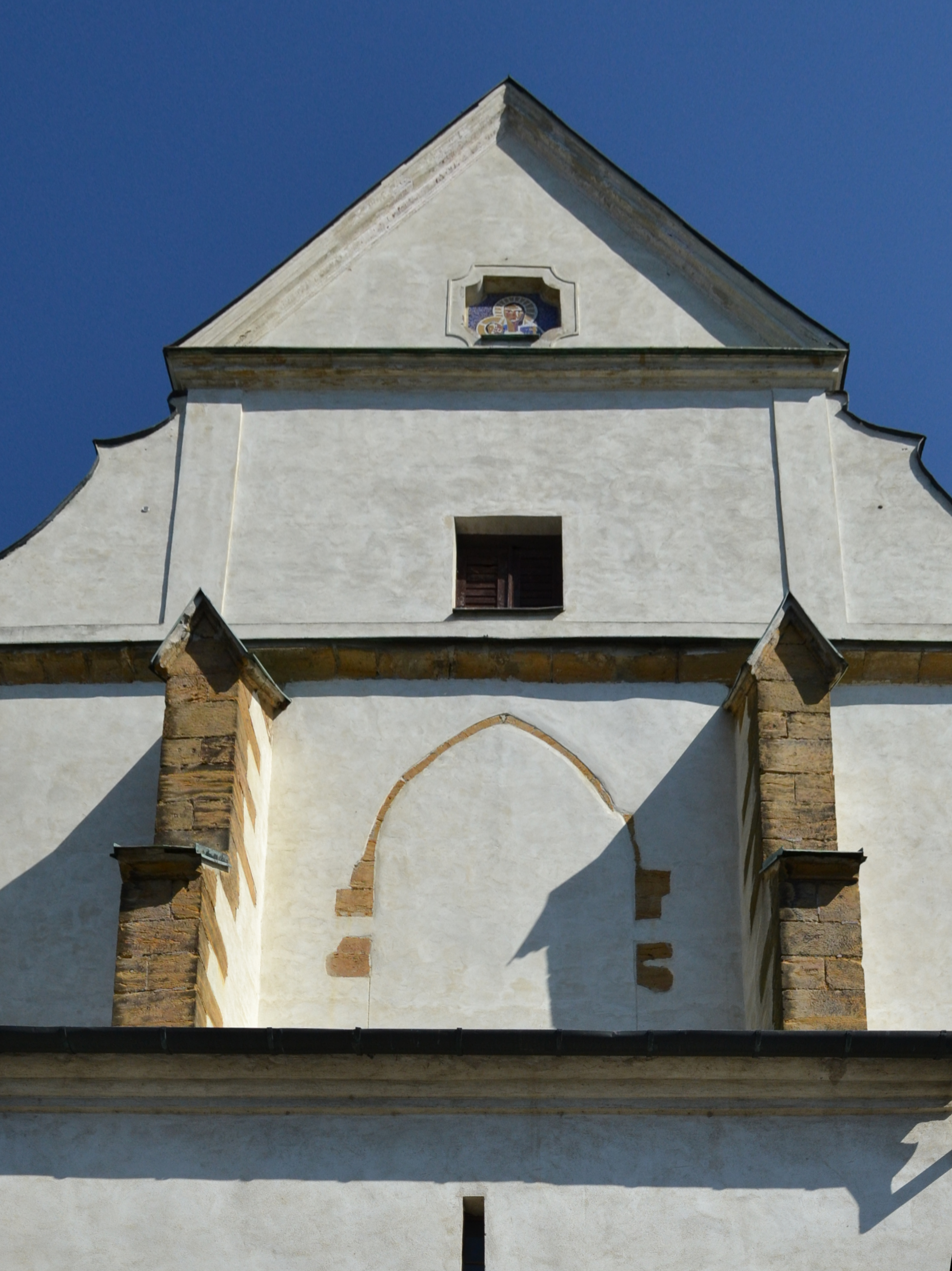
západní průčelí
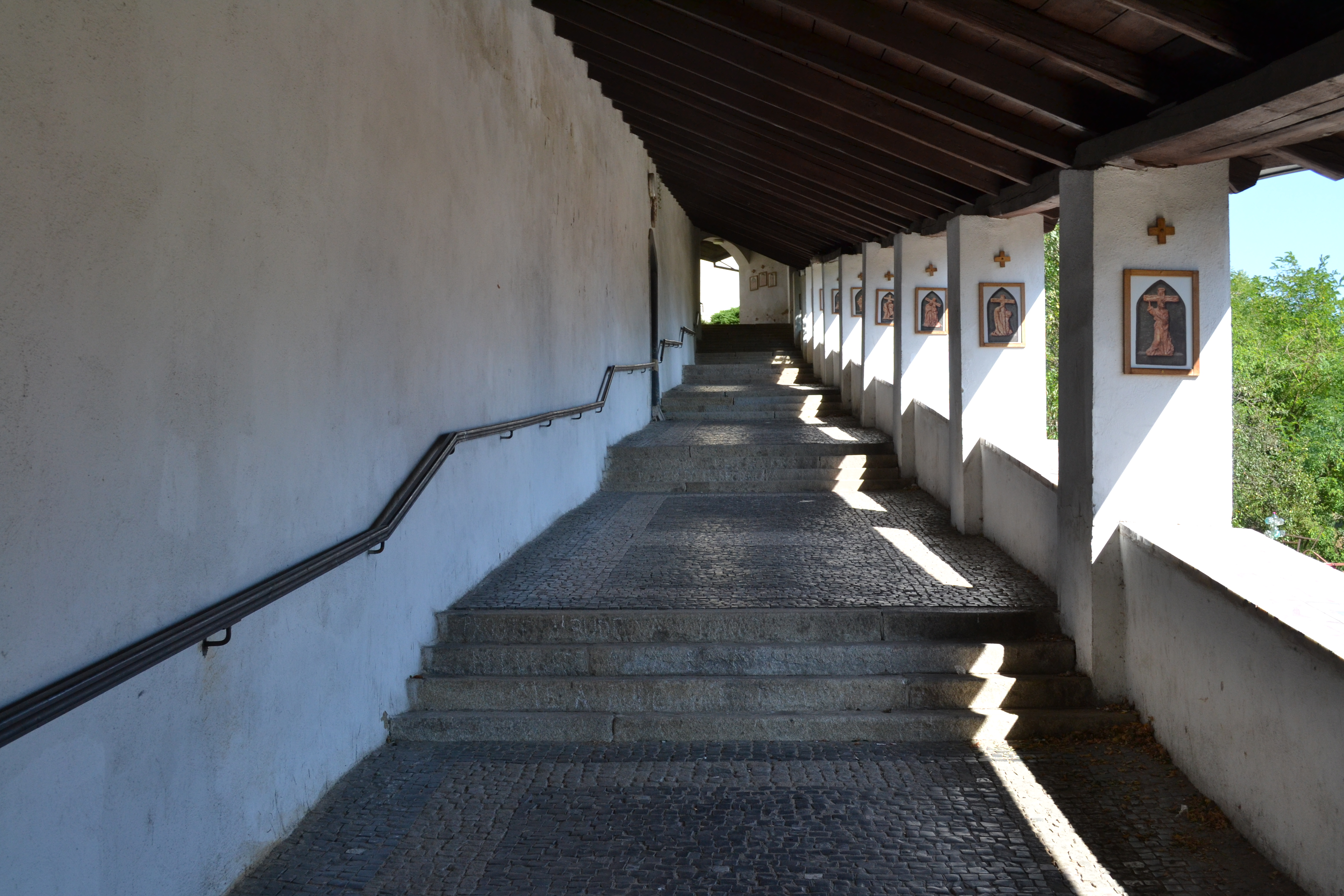
krytá chodba (fortna)